# Henri Munyaneza
Henri Munyaneza (ur. 19 czerwca 1984 w Kigali) – rwandyjski piłkarz grający na pozycji napastnika.

## Kariera klubowa
Munyaneza urodził się w Kigali, ale karierę piłkarską rozpoczął w Belgii w klubie RWD Molenbeek z Brukseli. W 2001 roku został włączony do kadry pierwszego zespołu, jednak nie zadebiutował w pierwszej lidze belgijskiej, a RWD Molenbeek został zdegradowany do drugiej ligi z powodu kłopotów finansowych.
W 2002 roku Munyaneza został piłkarzem innego drugoligowca, FCV Dender EH. Latem 2003 roku został wypożyczony z Dender do Eendrachtu Aalst, w którym grał przez rok. Od lata 2004 do lata 2006 ponownie grał w Dender, a następnie znów trafił na wypożyczenie, tym razem do pierwszoligowego Sint-Truidense VV. W nim zadebiutował 30 lipca 2006 w przegranym 2:4 domowym meczu z Anderlechtem, w którym strzelił gola. W sezonie 2007/2008 znów grał w FCV Dender EH, który wiosną 2007 awansował do pierwszej ligi.
W letnim oknie transferowym 2008 Rwandyjczyk odszedł na wypożyczenie do Germinalu Beerschot. 17 sierpnia 2008 zadebiutował w nim w zremisowanym 1:1 meczu z KRC Genk. W Germinalu nie przebił się do pierwszej jedenastki i przegrał rywalizację o miejsce w składzie z Tosinem Dosunmu, Kevinem Vandenberghiem i Sanharibem Malkim. W 2009 roku wrócił do Dender, które spadło do drugiej ligi. W 2010 roku ponownie został piłkarzem Germinalu. W 2011 roku przeszedł do White Star Woluwé.
| Sezon   | Klub               | Kraj   | Rozgrywki     | Mecze | Bramki |
| ------- | ------------------ | ------ | ------------- | ----- | ------ |
| 2001/02 | RWD Molenbeek      | Belgia | Eerste Klasse | 0     | 0      |
| 2002/03 | FCV Dender EH      | Belgia | Tweede Klasse | 29    | 8      |
| 2003/04 | Eendracht Aalst    | Belgia | Tweede Klasse | 23    | 4      |
| 2004/05 | FCV Dender EH      | Belgia | Tweede Klasse | 26    | 4      |
| 2005/06 | FCV Dender EH      | Belgia | Tweede Klasse | 29    | 19     |
| 2006/07 | Sint-Truidense VV  | Belgia | Eerste Klasse | 32    | 5      |
| 2007/08 | FCV Dender EH      | Belgia | Eerste Klasse | 31    | 9      |
| 2008/09 | Germinal Beerschot | Belgia | Eerste Klasse | 12    | 1      |
| 2009/10 | FCV Dender EH      | Belgia | Tweede Klasse | 32    | 9      |
| 2010/11 | Germinal Beerschot | Belgia | Eerste Klasse | 0     | 0      |
| 2011/12 | White Star Woluwé  | Belgia | Tweede Klasse |       |        |

## Kariera reprezentacyjna
W reprezentacji Rwandy Munyaneza zadebiutował w 2003 roku. W 2004 roku został powołany do reprezentacji Rwandy na Puchar Narodów Afryki 2004. Tam rozegrał jedno spotkanie, z Demokratyczną Republiką Konga (1:0).